# Mavie Hörbiger
Mavie Hörbiger (Monaco di Baviera, 14 novembre 1979) è un'attrice tedesca- austriaca.

## Biografia
È la figlia di Thomas e Gaby Hörbiger.
Proviene da una famiglia di artisti: Christiane Hörbiger, sua zia, è un'attrice, come suo nonno Paul Hörbiger e suo padre, mentre suo cugino Christian Tramitz è un comico.
Non ha completato il college ma frequenta la scuola di recitazione di Christa Willschrei a Monaco di Baviera. Nel 1996 fa il suo debutto in televisione.
Mavie lavorerà in teatro ad Hannover e Bochum. Dal 2006 al 2008 si esibisce al Teatro di Basilea, nel ruolo di Roxane in Cyrano de Bergerac. Registra inoltre diversi audiolibri.
Nel 2004 si classifica terza nella graduatoria delle 100 donne più sexy del mondo nell'edizione tedesca della rivista FHM, dietro Britney Spears e Heidi Klum. Ha però rifiutato di posare nuda per l'edizione tedesca della rivista Playboy.
Nel dicembre 2006 ha sposato l'attore tedesco Michael Maertens. Il 26 aprile 2009 la coppia ha avuto la prima figlia; un altro figlio è nato nel luglio 2012. La famiglia vive in Svizzera e Austria.